# 瞩日

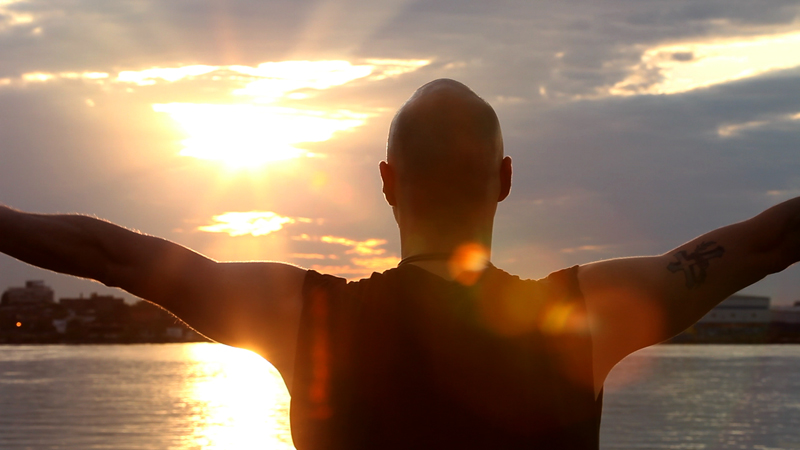
注视太阳

瞩日（英語：Sungazing），是指注视太阳的动作。有时作为一种精神或宗教的实践被运用。然而，人眼非常敏感，长时间暴露于阳光直射下会导致日光性视网膜病、翼状胬肉、白内障甚至失明。研究表明，即使在观看日食时，眼睛仍能暴露在有害的紫外线辐射下。 

## 运动
“太阳凝视法”作为威廉·贝茨的贝茨疗法中诸多锻炼项目中的一项，在二十世纪初就已成为一个受欢迎的替代疗法形式。他的方法在当时被广泛辩论，但由于缺乏科学严谨性而最终被否认。《英國醫學期刊》1967年报道称“贝茨（1920年）所倡导作为近视治疗手段的长时间注视太阳，造成了灾难性后果。”